# Epiplema funesta
Epiplema funesta är en fjärilsart som beskrevs av W. Warren 1907. Epiplema funesta ingår i släktet Epiplema och familjen Uraniidae. Inga underarter finns listade i Catalogue of Life.